# Aillant-sur-Tholon
Aillant-sur-Tholon är en kommun i departementet Yonne i regionen Bourgogne-Franche-Comté i norra Frankrike. Kommunen ligger i kantonen Aillant-sur-Tholon som tillhör arrondissementet Auxerre. År 2018 hade Aillant-sur-Tholon 1 408 invånare.

## Befolkningsutveckling
Antalet invånare i kommunen Aillant-sur-Tholon
| Referens: INSEE |